# Turismo activo

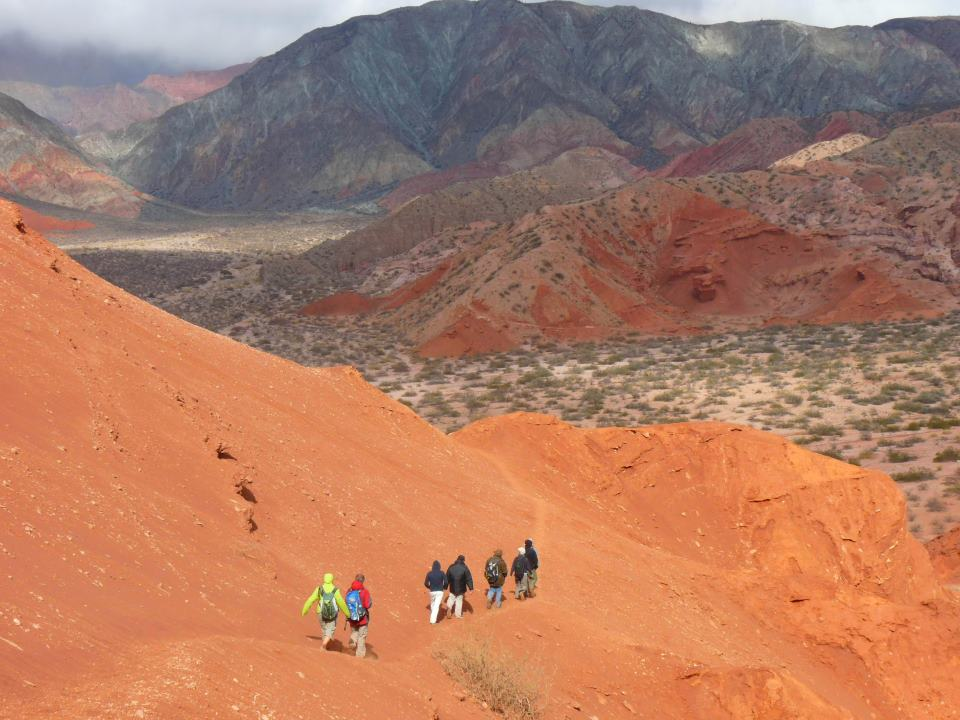
Senderismo en la Quebrada de las Conchas, Cafayate (Argentina).

El turismo activo es una tipología de turismo, es aquel que se realiza en espacios naturales. El turismo activo está estrechamente relacionado con el turismo rural y generalmente se realiza en ambientes naturales, como pueden ser parque natural, reservas de la biosfera, etc., debido al interés ecológico que estos presentan. Pueden ser actividades de contemplación y observación de la naturaleza tales, como el ecoturismo o turismo ecológico, o actividades que involucran esfuerzo físico por parte de los participantes y cierto nivel de riesgo controlado, como ocurre con el turismo de aventura.
Al tratarse de una actividad turística, existe una relación contractual entre un prestador de servicios (tour operador, agencia de viajes, guía de turismo, etc.) y un cliente (turista o excursionista), a diferencia de otras actividades recreativas como el deporte aventura, las cuales no involucran una relación económica entre los participantes.
El turismo deportivo, el turismo aventura y el deporte de aventura constituyen actividades recreativas al aire libre (con o sin objetivos económicos) y están fuertemente ligados al medio natural donde se desarrollan.
- Aventura: vinculado a la práctica de deportes en la naturaleza o de riesgo. El usuario de este tipo de turismo suele ser de nivel adquisitivo y cultural medio-alto y por lo general goza de muy buena forma física (rafting, canyoning, snowboarding...).
- Religioso: una oferta ligada a lugares o acontecimientos de carácter religioso de relevancia. Los cinco núcleos de mayor importancia en el mundo son: Jerusalén, Roma, La Meca, Fátima y Santiago de Compostela (en este último el Camino de Santiago tiene una doble vertiente deportiva y religiosa).
- Espiritual: su motivación es el recogimiento y la meditación (monasterios, retiros espirituales, cursos de filosofía oriental...).
- Termal o de salud: está vinculado a los balnearios que ofrecen tratamientos para diversas dolencias (reumatológicas, dermatológicas, estrés, tratamientos de belleza...).

## Otras definiciones
Otras definiciones de turismo activo indican que se trata de un tipo de turismo en el que cobra más importancia la acción que se realiza que el lugar en sí donde se desarrolla. Por ejemplo, mientras que en un viaje cultural a Venecia la ciudad toma la mayor importancia, en un viaje para hacer rafting a los Pirineos, si bien el lugar es imprescindible, el foco central señala al deporte realizado.

## Auge del turismo activo
El auge de las actividades deportivas y recreativas al aire libre y su vinculación con el turismo viene determinada por multitud de razones entre las que se encuentran un incremento del tiempo libre, un aumento de la renta familiar, una «necesidad» de espacios abiertos y no contaminados y la búsqueda de la adrenalina y el riesgo; y estos son solo algunos de los beneficios (enlace roto disponible en Internet Archive; véase el historial, la primera versión y la última). del turismo activo.
El turismo activo ha cobrado más importancia desde la acuñación del término durante los años 90 y se ha consolidado como una fuente importante de ingresos para empresas y especialmente para zonas, antes deprimidas, que han encontrado en este tipo de turismo una buena oportunidad de crecimiento y riqueza.

## Características
Una de las más importantes es que se desarrolla en el medio natural. En general está vinculado al deporte en espacios naturales, si bien en algunos casos la evolución del turismo activo está llevando a otros tipos de actividades como el ocio experiencial o el turismo experiencial.

## Otros nombres con los que se denomina al turismo activo
Turismo deportivo en la naturaleza, turismo deportivo activo, turismo de aventura, ocio activo.

## Actividades que se engloban dentro del turismo activo
A continuación solo algunas de las muchas actividades que se podrían englobar dentro del turismo deportivo:
- Arborismo. El arborismo consiste en desplazarse entre los árboles mediante tirolinas, cuerdas, redes y sujeciones sin pisar el suelo. También conocido como bosque suspendido.
- Montañismo. Consiste en ascender montañas, generalmente teniendo como meta llegar a su cumbre.
- Escalada. Su objetivo es realizar travesías por paredes de gran pendiente, por lo común de roca.
- Espeleísmo. Se refiere a los recorridos que tienen por objetivo incursionar en cavernas.[1]
- Ciclismo. Su objetivo es realizar recorridos sobre una bicicleta por caminos, por montaña, etc.
- Barranquismo o descenso de barranco. Consiste en descender al fondo de barrancos y realizar recorridos a través de ellos.
- Kayak. Consiste en remar en cuerpos de agua como mares, lagos o ríos utilizando una embarcación con el mismo nombre: kayak.
- Descenso de ríos. Son recorridos por el cauce de ríos de aguas turbulentas. Por lo común se utiliza algún tipo de embarcación.
- Buceo deportivo. La actividad de incursionar en los cuerpos de agua como lagunas y mares con fines deportivos y recreativos.
- Paracaidismo.
- Vuelo con ala delta o parapente. Consisten en volar utilizando artefactos sin motor de materiales ligeros y resistentes.
- Senderismo. Su objetivo es hacer a pie un camino, con ruta fija o sin ella. Suelen ser trayectos largos que pueden durar más de seis horas.
- Paintball. Es un juego de equipo donde los participantes disparan bolas de pintura a sus contrincantes.
- Ocio experiencial. Se trata de actividades deportivas y no deportivas en las que los participantes tienen que usar su intelecto y enfrentarse a un juego en el que se simula la realidad.
- Rutas en buggies y en quads.
- Segway. El Segway Personal Transporter es un vehículo de transporte ligero giroscópico eléctrico de dos ruedas con autobalanceo controlado por ordenador.
- Windsurf. Es el deporte de la tabla y la vela. Se ofrece en las modalidades de escuela y alquiler.
- Kitesurf Es el deporte de tabla y cometa (barrilete)
- Vía ferrata. Deporte de escalada que consiste en desplazarse por lugares de difícil acceso con la ayuda de cables, escalones metálicos, pasos de mono y puentes tibetanos.